# Миокимија
Миокимија је присилно, спонтано подрхтавања неколико снопова мишићних влакана унутар мишића, које је недовољно да покрене контракцију целог мишића. Она се обично може уочити на кожи доњег очног капка.

## Историјат
Реч миокимија, први пут је употребио, пре више од 100 година, Шулце (Schultze) који је миокимију описао као:... „континуиране, споре, таласасте контракције мишића, локализоване у малим мишићима руку и ногу“...
Кни (Kny)први користи термин (лат. Myoclonus fibrillaris multiplex) како би њиме означио све клиничке манифестације поремећаја код миокимије.
У 20. веку, многи аутори све више примењују термин миокимија, за описивање различитих невољних покрете мишића. Већина њих је у својим студијама електромиографијом (ЕМГ) доказала постојање високофреквентног пражњења једне моторне јединице у виду триплета и мултиплета, што је довело до огромне забуне око диференцирања овог клиничког ентитета и његових електрофизиолошких манифестација.

## Епидемиологија
Иако миокимија може бити присутна у клиничкој симптоматологији, код пацијената са различитим неуролошким поремећајима и другим медицинским стањима, а повремено чак и у здравих особа, миокимија је релативно редак клинички поремећај.

##### Морталитетиморбидитет
- Већина болести повезаних са миокимијом не угрожава живот пацијента.
- Прогноза даљег тока поремећаја искључиво зависи од његове основне етиологије.
- Миокимија се сматра бенигним (безопасним) поремећајем када се јави код пацијената након напорног физичког вежбања,[4], злоупотребе алкохола и кафе.[5][6]

##### Старост
Миокимија се може јавити у било ком узрасту.,

## Етиологија
Миокимија, нема јасну етиологију настанка, али се њена појава може повезати са претходним стресом, премором или прекомерним конзумирањем кофеина и алкохола, али и са може повезати и са неким од следећих етиолошких фактора, који миокимију разврставају у неколико типова поремећаја;

##### Миокимија лица (фацијална миокимија)
- Овај тип миокимије је најчешћи.[7]
- Миокимија лица је често повезана са запаљењским демијелинизационим болестима,[8] туморима можданог стабла,[9] Гиљен-Баре синдромом - (Guillain-Barré syndrom), или другим интрамедуларним лезијама.
- Миокимија лица јавља се и код пацијената који су лечени радиотерапијом, са налазима сличним онима код брахијалне или лумбалне плексопатије изазване зрачењем.

##### Фокална миокимија
Овај облик миокимије може се јавити код;
- Већине пацијената након примењене радиотерапија у процесу лечења тумора. Њена учесталост је израженија код особа које су примиле веће дозе зрачења (ретко се миокимија јавља ако је примењена доза мања од 10 сиверта)[4]
- Код плексопатија или код акутне или хроничне полирадикулонеуропатија.[10]

Остали мање чести узроци фокалне миокимије могу бити; 
- исхемијска или трауматска фокална неуропатија,[11]
- секундарна полирадикулопатија код кривљења кичме,
- сирингомијелија
- хронична идиопатска плексопатија

Пролазна фокална миокимија, у мишићима трупа и руку, може се јавити након кратког али напорног вежбања. Најчешће се повлачи спонтано за 7 до 30 дана.

##### Генерализована миокимија
- Генерализовани миокимија је једна од главних карактеристика, код урођених и стечених облика Исаковог синдрома - (енгл. Isaacs syndrome).

Генерализована миокимија се може јавити и код;
- Разних туморски процеса, тимома, миастеније гравис, лимфома, и разних аутоимуних поремећаја нервног система.
- Код пацијената са системским болестима (нпр. тиреотоксикоза и уремија) и после опијања алкохолом, изложености токсинима, уједа змије Звечарке, терапије златом, терапије пенициламином итд.[4]
- Дерматомиозитиса (веома ретко).

## Патофизиологија
- Клинички знаци; 
Миокимија се манифестује класичним подрхтавајућим (фасцикулационим) контракцијама (грчевима) одређених снопова мишића, без покрета у целом мишићу и зглобу. Миокимија се може видети како код мишића инервисаних од стране кичмене мождине тако и код мишића инервисаних од стране кранијалних (можданих) живаца. Клиничка слика миокимије код различитих болесника може имати другачији облик испољавања, што зависи од захваћене регије и различитости етиологије основног поремећаја. Чињеница да код пацијената са Исаковим (Isaacs) синдромом[12] болесник реагују драматично на лечење миокимије применом фенитоина или карбамазепина[13] постоји могућност да је поремећај можда изазван променама у раду калијумових канала у овој болести.
- Локализација 
На основу локализације промена миокимија може да буде регионална или генерализована, што зависи пре свега од њене етиологије.
- Трајање 
Миокимија се може јавити и као транзиторни (пролазни) поремећај у здравих особа после напорног вежбања или дугог ходања, који се повлачи најкасније за 30 дана. Или као дуготрајни (хронични) поремећај (нпр. код стечене неуромиотоније).[14]
- Механизам настанка 
Најчешће није добро схваћен. Миокимија код мишића лица највероватније потиче из језгра фацијалног (личног) живца, или због неких процеса у супрануклеарном наставку. Међутим, присуство миокимије код полирадикулопатије указује на могућност дисталне локализације процеса. Већина аутора се слаже да је у другим деловима тела миокимија изазвана од стране дисталних моторних аксона, било због примарног процеса у аксону или због сегментне демиелинизације са средњом аксоналном дисфункцијом. Неки аутори сматрају да миокимију изазивају трансаксонални надражаји настали као последица фокалних (жаришних) оштећење нерава која доводе до формирања вештачких синапси.[11] Верује се и да је миокимија повезана са настанком спонтане активности, укључујући миокимијална пражњења у мишићима дистрофичара чији аксон нервниог корена нема шванове ћелије. По овом механизму, бројне спонтане активности могу да покрену миокимијална пражњења, али миокимију може покренути и директно стимулисање аферентних влакана нерава. Еферентна влакана у близини лезије из ритмичких генератора такође могу играти улогу у настанку спонтаног пражњења.[4]

## Клиничка слика

##### Миокимија лица
Промене код овог облика миокимије најчешће се јављају у мишићима очних капака у облику;
- Спорадичног поскакивање или грчење једног од доњих очних капака (ређе оба)
- Контракције капака средњег интензитета, мада могу бити и снажне када узрокују покретање очних јабучица и доводе до стања налик нистагмус.
- Контракције се јављају интермитентно.
- ЕМГ истраживање показује типичне миокимијске промене, које могу бити спонтане, ритмичке/семиритхмичке, нормалне учесталости пражњења од 30-60 -Hz}-. Рафале сваке групе потенцијала прати период тишине, са каснијим понављањем груписаних испуштања идентичне потенцијала. Спонтане активности не мења добровољно активирање мишића.

Уколико се јаве и контракције других мишића лица, у миокимији лица, може настати и блефароспазам, сужења палпебралних отвора, таласање површине коже лица (описује се као „врећа са црвима“), хемифацијални спазам (спазам половине лица) и спастична-паретична контрактуре лица.

##### Фокална миокимија
- Клиничком сликом овог типа миокимије најчешће доминирају промене на удовима или појединим њиховим деловима. Физичке манифестације зависе од основне етиологије, и испољавају се само као један од симптома, у оквиру основне болести пацијента.
- ЕМГ испитивања дају резултате сличне онима код миокимије лица.

##### Генерализована миокимија
Овај облик миокимије карактерише тзв. тријада симптома; грчеви, укоченост мишића и снижени дубоки рефлекси тетива. Овај феномен је први описао Исак у 1961, по коме је и добио назуив Исаков синдром.
- Слабост мишића, атрофије и знојење су често повезане функције. Глатких мишићи и срчани мишић обично су поштеђени поремећаја.
- Сензорни симптоми су ретко присутни, а мишићна укоченост се разликује од оне која се види у миотонији, како клинички тако и елецтродиагностички. Иако се миотонија и миокимија могу погоршати хладноћом, миокимија се може открити када се мишић мирује и током спавања.[16] Пацијенти са миотонијом у миру немају напетост мишића која се јавља ако је изазвана механичком стимулацијом.
- Код миотоничних пражњења[17] на ЕМГ престају након опуштања мишића, док су спонтана груписана пражњења код миокимија присутна још неко време, са значајно мање абнормалним налазом који је био присутан пре добровољне контракције. Генералзована миокимија на ЕМГ има много већу учесталост пражњења (до 300 -Hz}-) него остали облици.

## Диференцијална дијагноза
| Основни | Остали                                                                                            |
| --- | ------------------------------------------------------------------------------------------------- |
| - Амиотрофична латерална склероза - Стриатонигрална дегенерација - Епилепсија - Дискинезија - Хемифацијални грч - Шварц-Џампел () синдром - Стиф Персон (Stiff Person) синдром | - Блефароспазам - Фацијални миоклонус - -ова болест - синдром - Миотонија - Спастицитет - Тетанус |

## Лечење
Лечење миокимије је углавном усмерено ка основим болестима или према етиологији. Већина пацијената са миокимијом лица или фокалном миокимијом удова не захтева посебне облике лечења, јер највећи проблем пацијентима задају неуролошки или медицински проблеми везани за основну болест, којима су примарно преукопирани они и њихове породице.
- Код тиреотоксикоза, тровања, и алкохолом изазваних грчева, миокимија нестаје са побољшање здравственог стања пацијента.
- Пацијенти на зрачној терапији код којих се јавља плексопатија не захтевају интервенцију.
- Миокимија код акутне или хроничне полирадикулонеуропатије након лечења имуномодулаторима обично се поправља или нестаје.[20]
- Пролазни облик миокимије која се развија после напорног вежбања не захтева лечење јер се спонтано губи током 7-30 дана.
- Код миокимије лица (фацијална миокимија) када су симптоми јако тешки, може се применити лечење локалном поткожном апликацијом ботулинум токсина  у оболели капак, у дози од 2.5-5 јединица. Побољшање клиничке слике настаје за 12-18 недеља. Нежељени ефекти Ботокса су привремени у виду слабости капка, лагофталмуса или птозе. Ботокс блокира неуромускуларну проводљивост везивањем за рецепторе завршних огранака моторних живаца где инхибира ослобађање ацетилхолина. Један третман је обично довољан, али у случајевима упорних подрхтавања капка, убризгавање се може поновити у 4-6 месеци. Инјекција треба да се користе само када су симптоми тешки. Лечење педијатријских болесника се не препоручује.[21][22][23]
- Антиепилептици се могу применити као лекови који могу спречити, зауиставити и прекинути појаву клиничких симптома изазваних електричном активноћу неурона.
- Фенитоин и карбамазепин могу бити ефикасна у лечењу пацијената са генерализованом миокимијом, посебно код болесника са непрекидном активношћу мишићних влакана, ка што је то случај код описао Исаковог синдрома. Да би се у лечењу постигли задовољавајући резултати ових поремећаја морају се применити високе дозе лека. Праћење могућих нежељених дејства фенитоина и карбамазепина не разликују од оних када се они користе за лечење епилепсије.[18]
- Остали лекови, као што су бензодиазепини, нису дали разултате у лечењу миокимије.